# Colonia del Pico del Pañuelo

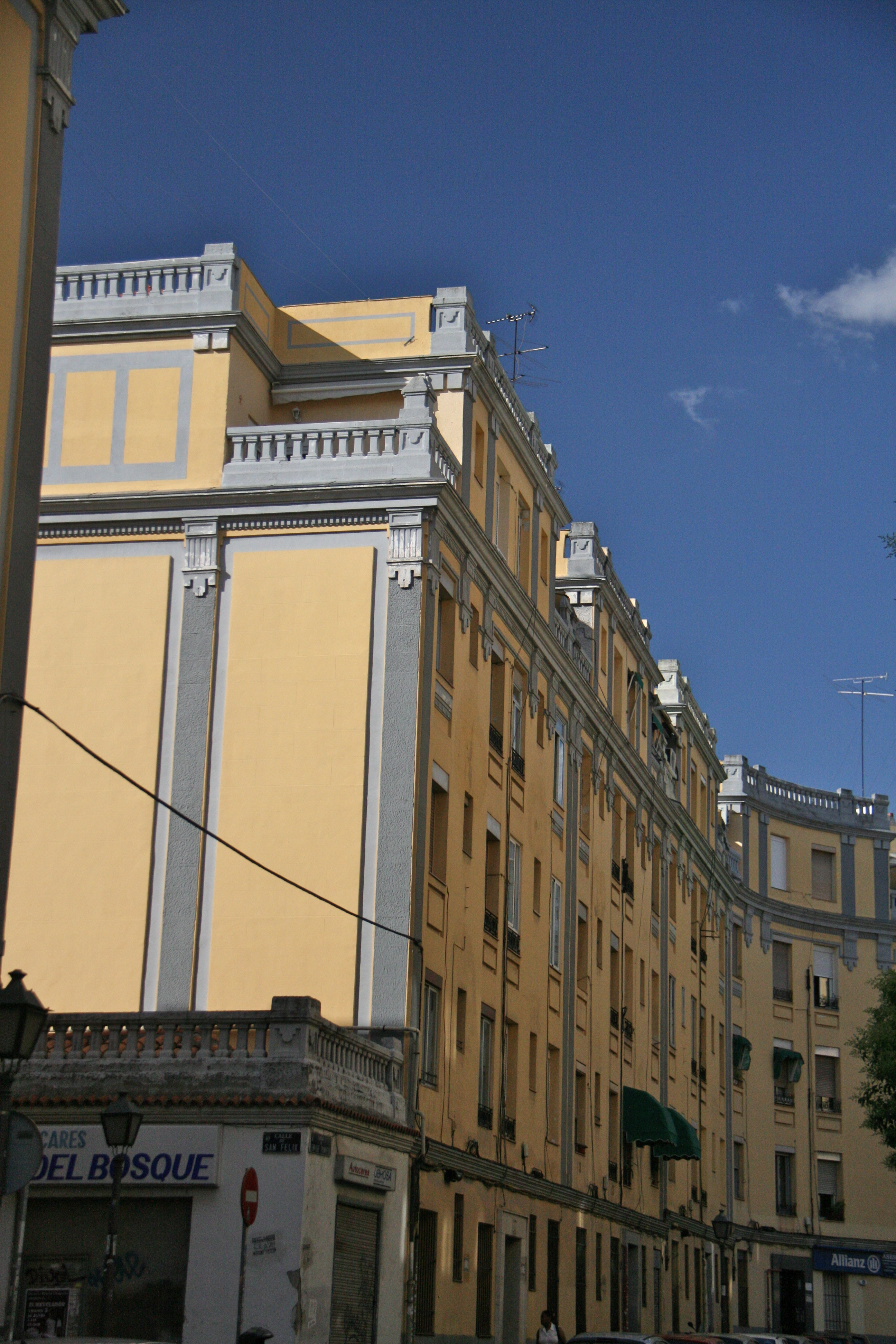
Decoraciones y fachadas amarillas características de la colonia.

La colonia del Pico del Pañuelo ocupa un solar triangular de casas homogéneas ubicado en el distrito de Arganzuela en el sur de Madrid. La colonia se encuentra frente a las instalaciones del Matadero de Madrid y los Talleres del Ayuntamiento (Edificio Parquesur). La disposición homogénea de casas del barrio fue diseñada y construida en el periodo 1927-1930 por el arquitecto municipal Fernando de Escondrillas para los trabajadores del contiguo matadero. Fueron las casas de esta colonia de las primeras construcciones de viviendas en emplear hormigón armado en su construcción.

## Historia
Se le encargó al arquitecto Fernando de Escondrillas la realización de 74 casas (1585 viviendas) capaz de dar acomodo a las familias de los obreros que trabajarían en las empresas cercanas -especialmente en el Matadero-, de esta forma se colonizaba y se convertía en un populoso barrio de trabajadores. Escondrillas se había especializado anteriormente en la construcción de colonias de casas baratas, como por ejemplo las colonias del Retiro y Primo de Rivera (en el periodo: 1925-1932). Fueron las primeras construidas en España con vigas de hormigón armado, siendo esta una de las razones por las que sobrevivieron a la defensa de Madrid a pesar de haber estado tan cerca del frente de batalla. Sin embargo, la Memoria original del proyecto no contempla el uso de hormigón armado, sino que el único uso de hormigón es en masa en la cimentación, y que los pilares y vigas son metálicos.

## Características
Plantea un cambio cualitativo frente a otras propuestas urbanísticas y colonias de Madrid. Se trata de una barriada de 74 edificios que contiene más de mil quinientas viviendas, en apartamentos de menos de 50 metros cuadrados. Las casas se agrupan en cinco módulos triangulares. La constructora fue la Sociedad Constructora y Beneficiaria de Casas Baratas. La situación del solar se ubica entre las calles del paseo de la Chopera, el paseo de las Delicias, y la calle de Guillermo de Osma. Cada casa posee cuatro pisos y ático, y cada planta cuatro viviendas. De un color amarillo pálido, por lo que su nombre popular en el barrio es el de las casas amarillas. La denominación Pico del Pañuelo se debe a la forma triangular de la barriada vista desde un mapa en planta, imitando al de un pañuelo doblado.

## Localizaciones de cine
La colonia ha sido escenario de numerosas películas y series españoles. Entre las películas están Felices Pascuas (1954), Entre las piernas (1999) y Cosas que hacen que la vida valga la pena (2004); entre las series, La valla (2020) y Patria (2020). En esta última serie, la colonia suplanta a la ciudad de Berlín, que es donde transcurre la narración.